# Rye Rye
Rye Rye, de son vrai nom Ryeisha Berrain, née le 25 novembre 1990 à Baltimore, dans le Maryland, est une auteure-compositrice-interprète et artiste de scène américaine. Après sa signature au label N.E.E.T. Recordings, elle publie son premier album studio Go! Pop! Bang! le 15 mai 2012. Au début de l'année 2009, MSNBC ajoute Rye Rye à son classement 5Top: Top of the pops! Up-and coming young singers. En 2011, elle est nommée dans la catégorie 21 Under 21 du magazine Billboard. Rye Rye fait également ses débuts d'actrice dans le film 21 Jump Street publié en 2012.

## Biographie

### Débuts
Rye Rye se lance dans la musique à 16 ans. Elle souhaite initialement se joindre à l'industrie musicale expliquant : « j'adore jouer, chanter, danser, et tout ça, mais je pensais que si on me donnait l'occasion, je gâcherai tout. » Elle fait la rencontre de Blaqstarr, un ami de sa sœur, et travaille à ses côtés. De cette période, elle explique « J'écrivais des histoires et faisais de la poésie. Un jour, j'étais à la maison, je ne savais pas quoi faire, et j'ai décidé de composer des chansons. »
Sa chanson Shake It to the Ground, produite en collaboration avec Blaqstarr, devient un succès en 2006, et des rumeurs courent selon lesquelles Rye Rye pourrait être un nouveau talent de la scène hip-hop. Une rencontre entre Rye Rye, M.I.A. et Diplo en studio entre 2006 et 2007 est arrangée par Blaqstarr après que la chanson ait attiré l'intérêt de M.I.A. Blaqstarr explique à Rye Rye que quelqu'un souhaitait la rencontrer, mais refuse d'en dire plus,,. À cette période, Rye Rye était entrée à la Dr. Samuel L. Banks High School. Elle se lance en tournée avec M.I.A. pendant le KALA Tour en automne et en hiver 2007, incluant le CMJ Music Marathon puis au Royaume-Uni en 2007, à la People Vs. Money Tour au début de 2008, et brièvement avec Afrikan Boy,,,.

### Go! Pop! Bang!
Rye Rye devient la première artiste signée au label de M.I.A., N.E.E.T. Recordings, une empreinte musicale d'Interscope Records,,. Son premier album, intitulé Go! Pop! Bang! est prévu pour mars 2009, mais sa date de sortie est reportée. En intérim, elle enregistre quelques versets. Elle chante la chanson Get it from my Mama avec Blaqstarr et M.I.A. sur scène ; d'autres enregistrements complets et non finis de l'album incluent Gangsta Girl avec Zakee, Bang avec M.I.A., Wassup Wassup avec DJ Diplo, Hardcore Girls avec The Count and Sinden, Reasons, Older Man et Quit Swinging,,. Un clip vidéo de Shake It To The Ground est tourné et publié. Rye Rye participe au remix de la chanson Tic Toc avec M.I.A. de Busy Signal, et joue en Suède en été 2008. Elle participe à un remix Paper Planes de M.I.A. avec Afrikan Boy. Lors d'un entretien avec le magazine Nylon, concernant l'enregistrement de Bang, M.I.A. décrit Rye Rye comme « la voix de Baltimore ». En octobre 2008, elle chante la chanson Paper Planes avec Pharrell Williams et une M.I.A. enceinte à l'événement Diesel XXX au Pier 3 de Brooklyn.
Rye Rye participe à l'album Tons of Friends des Crookers, rappant sur la chanson Hip Hop Changed. Rye Rye participe à la chanson de Soulico intitulée Exotic on the Speaker. Rye Rye participe à la chanson Have You Heard? de Ceci Bastida. Elle chante X Girl, issue du deuxième album du duo electro, Backwash. Le single Bang de Rye Rye (featuring M.I.A.) apparaît sur la bande-son du film Fast and Furious 4, et elle tourne par la suite la vidéo de la chanson en 2009. La performance de Rye Rye au SXSW en 2010 est bien accueillie par la presse spécialisée et par les festivaliers.
Le 9 février 2011 à minuit, Rye Rye publie la mixtape RYEot PowRR en téléchargement, et la vidéo de son remix de la chanson Party in the U.S.A. de Miley Cyrus. Après plusieurs changements de dates, une date de sortie de Go! Pop! Bang! est officiellement  annoncée pour le 22 février 2011. Cependant, sa sortie est annulée et reportée pour mi-2011. Rye Rye se joint à M.I.A. pour sa tournée internationale en 2010.

## Discographie

### Albums studio
- 2012 : Go! Pop! Bang!

### Mixtapes
- 2011 : RYEot PowRR

### Singles
- 2009 : Bang (featuring M.I.A.)
- 2010 : Sunshine (featuring M.I.A.)
- 2011 : Never Will Be Mine (featuring Robyn)
- 2011 : New Thing
- 2012 : Boom Boom
- 2012 : 21 Jump Street (featuring Esthero)

### Collaborations
- Shake It To The Ground (2007) (Blaqstarr featuring Rye Rye)
- Paper Planes (Blaqstarr remix) (M.I.A. featuring Rye Rye et Afrikan Boy)
- Hardcore Girls (2008) (The Count & Sinden featuring Rye Rye)
- Wassup Wassup (2008)  (Diplo featuring Rye Rye)
- Lovely (2009) (Johnny Spanish featuring Rye Rye)
- Exotic on the Speaker (2009) (Soulico featuring Rye Rye)
- Hip Hop Changed (2010) (Crookers featuring Rye Rye)
- Kawaii (2011) (Missill featuring Rye Rye)
- X Girl (2011) (Teenage Bad Girl featuring Rye Rye)
- Jello (2011) (Far East Movement featuring Rye Rye)
- Bad Girls (Switch Remix) (2012)  (M.I.A. featuring Missy Elliott & Rye Rye)
- I Kiki (2012)  (Toddla T vs. Scissor Sisters featuring Spank Rock & Rye Rye)
- Actin Up (2013)
- Now fast and furious 7 (Bassnectar feat. Rye Rye)